# Michel Boutard
Pour les articles homonymes, voir Boutard.
Michel Boutard est un gymnaste artistique français né le 21 avril 1956.

## Biographie
Michel Boutard dispute les Jeux olympiques d'été de 1976, de 1980 et de 1984.
Il remporte aux Jeux méditerranéens de 1979 à Split trois médailles d'or (au concours général, au cheval d'arçons et aux barres parallèles) et une médaille de bronze au saut de cheval.
Il est sacré champion de France au concours général en 1978, 1979 et 1981.
Il remporte deux médailles au cheval d'arçons aux Championnats d'Europe : une médaille d'argent en 1981 à Rome et une médaille de bronze en 1979 à Essen.